# Gordan Kožulj
Gordan Kožulj, né le 28 novembre 1976 à Zagreb, est un nageur croate, spécialiste du dos crawlé.

## Biographie
Surnommé Gordo, il a étudié à l'Université de Californie (Berkeley). Il a participé à trois Jeux olympiques consécutifs, les 1ers en 1996 et obtient son meilleur résultat à ceux de 2000 à Sydney, en terminant 8e de la finale de l'épreuve du 200 m dos.
Aux Championnats du monde, il est champion, en 2000 et vice-champion en 2003 de l'épreuve du 200 m dos.
Dans cette même discipline et lors des Championnats d'Europe, il est champion d'Europe trois années consécutives, 2000, 2001 et 2002, se classe deux fois 2e, et deux fois 3e.
Il est également vice-champion d'Europe de l'épreuve du 100 m dos en 1999 et 2000.

## Palmarès

### Championnats du monde de natation
- Championnats du monde 2003 à Barcelone  Espagne
  -  Médaille d'argent du 200 m dos (1 min 57 s 47)

### Championnats du monde de natation en petit bassin
- Championnats du monde 2000 à Athènes  Grèce
  -  médaille d'or du 200 m dos (1 min 53 s 31)

### Championnats d'Europe de natation
- Championnats d'Europe de natation 1999 à Istanbul  Turquie
  -  médaille d'argent du 100 m dos (55 s 84)
  -  médaille d'argent du 200 m dos (2 min 0 s 07)
- Championnats d'Europe de natation 2000 à Helsinki  Finlande
  -  médaille d'or du 200 m dos (1 min 58 s 62)
- Championnats d'Europe de natation 2002 à Berlin  Allemagne
  -  médaille d'or du 200 m dos (1 min 58 s 70)

### Championnats d'Europe de natation en petit bassin
- Championnats d'Europe de natation 2000 en petit bassin à Valence
  -  médaille d'argent du 100 m dos (52 s 57)
  -  médaille d'argent du 200 m dos (1 min 53 s 50)
- Championnats d'Europe de natation 2001 en petit bassin à Anvers  Belgique
  -  médaille d'or du 200 m dos (1 min 53 s 37)
- Championnats d'Europe de natation 2002 en petit bassin à Riesa  Allemagne
  -  médaille de bronze du 200 m dos (1 min 54 s 50)
- Championnats d'Europe de natation 2005 en petit bassin à Trieste  Italie
  -  médaille de bronze du 200 m dos (1 min 53 s 01)

## Record
- Record d'Europe du 100 m dos en petit bassin, avec un temps de  min 52 s 24' réalisé  à Berlin le 21 janvier 2001, lors de la Coupe du monde.